# Na Tra truyền kỳ
Na Tra truyền kỳ (tiếng Trung: 哪吒传奇; bính âm: Nǎ zhā chuánqí) là một bộ phim hoạt hình Trung Quốc được sản xuất vào năm 2003. Phim được phát sóng lần đầu vào ngày Quốc tế thiếu nhi trên kênh CCTV. Tại Việt Nam, phim từng được Công ty Cổ phần Truyền thông Trí Việt (TVM Corp.) mua bản quyền và phát sóng trên kênh HTV3 và dưới định dạng truyện tranh bởi Nhà xuất bản Kim Đồng.

## Cốt truyện
Câu chuyện kể về quá trình trưởng thành của người anh hùng nhỏ Na Tra. Đại ác quỷ Thạch Cơ đã lẩn trốn hàng nghìn năm, chờ cơ hội để chống lại thế lực công lý, mụ đã giúp vua Chu tàn bạo đàn áp thiên hạ. Lực lượng công lý đang mong chờ sự ra đời của một anh hùng. Vì âm mưu của chính mình, Thạch Cơ đã bắt đầu chỉ thị cho tay sai của mụ là Thân Công Báo để thoát khỏi Na Tra. Na Tra trước khi được sinh ra đã liên tục gặp phải những nguy hiểm, sau khi được sinh ra thì cậu lớn lên một cách thần kỳ trong một môi trường khác thường. Tuy nhiên, Na Tra vẫn luôn vui vẻ với cha mẹ và các anh trai của mình.

## Danh sách tập
| #  | Tên tập phim                                        | Ngày phát sóng |
| -- | --------------------------------------------------- | -------------- |
| 1  | "Na Tra xuất thế" (哪吒出世)                        | TBA            |
| 2  | "Đứa trẻ khác thường" (这个孩子不一般)              | TBA            |
| 3  | "Thạch Cơ giáng tai họa" (石矶降灾)                 | TBA            |
| 4  | "Hiên Viên Tiễn" (轩辕箭)                           | TBA            |
| 5  | "Ra sức đánh Đại quốc sư" (痛打大国师)              | TBA            |
| 6  | "Phong ba của Hỗn Thiên Lăng" (天绫的风波)          | TBA            |
| 7  | "Biển cả huyền bí" (神秘大海)                       | TBA            |
| 8  | "Âm mưu của Thạch Cơ" (石矶的阴谋)                  | TBA            |
| 9  | "Nỗi oan ức của Na Tra" (哪吒蒙冤)                  | TBA            |
| 10 | "Đại chiến dưới đáy biển" (海底大战)                | TBA            |
| 11 | "Tai họa chồng chất" (祸上加祸)                     | TBA            |
| 12 | "Dâng nước nhấm chìm Trần Đường Quang" (水淹陈塘关) | TBA            |
| 13 | "Na Tra tự sát" (哪吒自刎)                          | TBA            |
| 14 | "Thạch Cơ đã mạnh hơn nhiều" (石矶更强大了)         | TBA            |
| 15 | "Đại chiến trên núi Khô Lâu" (大战骷髅山)           | TBA            |
| 16 | "Linh Lung Bảo Tháp" (玲珑宝塔)                     | TBA            |
| 17 | "Tiên đảo và Lộc Đài" (仙岛与鹿台)                  | TBA            |
| 18 | "Người đến từ Tây Kỳ" (西歧来客)                    | TBA            |
| 19 | "Song phụng cứu chủ" (双凤救主)                     | TBA            |
| 20 | "Mặt Trời không lặn" (不落的太阳)                   | TBA            |
| 21 | "Cuộc chiến của người khổng lồ" (巨人之战)          | TBA            |
| 22 | "Na Tra bị nhốt dưới sông ngầm" (关进地下河)        | TBA            |
| 23 | "Cùng đường gặp lối thoát" (绝处逢生)               | TBA            |
| 24 | "Người bạn đồng hành kỳ lạ" (奇怪的伙伴)            | TBA            |
| 25 | "Phụ mẫu tình thâm" (父母情深)                      | TBA            |
| 26 | "Ngàn cân treo sợi tóc" (千钧一发)                  | TBA            |
| 27 | "Tai họa đã tới" (浩劫降临)                         | TBA            |
| 28 | "Bàn Cổ Thạch" (盘古玉石)                           | TBA            |
| 29 | "Dương Tiễn lấy cắp bảo bối" (杨戬盗宝)             | TBA            |
| 30 | "Ngưỡng mộ nhau" (惺惺相惜)                         | TBA            |
| 31 | "Sơn Kỳ bị đóng băng" (冰冻岐山)                    | TBA            |
| 32 | "Cùng chung kẻ thù" (共同的敌人)                    | TBA            |
| 33 | "Viêm Sơn Nhược Thủy" (炎山弱水)                    | TBA            |
| 34 | "Mộng Tưởng Cốc" (梦想之谷)                         | TBA            |
| 35 | "Sức mạnh của niềm vui" (快乐的力量)                | TBA            |
| 36 | "Phong Hỏa Luân" (风火轮)                           | TBA            |
| 37 | "Yêu ma quỷ quái" (魑魅魍魉)                        | TBA            |
| 38 | "Bảo bối Ma Trượng" (毒蝎魔杖)                      | TBA            |
| 39 | "Đêm Nguyệt thực" (月蚀之夜)                        | TBA            |
| 40 | "Kim đài phong tướng" (金台拜将)                    | TBA            |
| 41 | "Trao đổi công bằng" (公平交易)                     | TBA            |
| 42 | "Tương kế tựu kế" (将计就计)                        | TBA            |
| 43 | "Tứ Ma Vương" (魔家四兄弟)                          | TBA            |
| 44 | "Thiên cực Tứ Tinh Trận" (天极四星阵)               | TBA            |
| 45 | "Bóng ma trong gương" (镜中魔影)                    | TBA            |
| 46 | "Vũ vương qua sông Hoàng Hà" (武王过黄河)           | TBA            |
| 47 | "Tín nghĩa vô giá" (信义无价)                       | TBA            |
| 48 | "Quyết chiến Triều Ca" (决战朝歌)                   | TBA            |
| 49 | "Trụ diệt Thương vong" (纣灭商亡)                   | TBA            |
| 50 | "Vũ vương đăng cơ" (武王登基)                       | TBA            |
| 51 | "Bóng tối không đáng sợ" (黑暗不可怕)               | TBA            |
| 52 | "Đạo lý nhân gian" (人间大道)                       | TBA            |

## Diễn viên lồng tiếng
| Nhân vật                | Diễn viên lồng tiếng | Diễn viên lồng tiếng |
| Nhân vật                | Trung Quốc           | Việt Nam (HTV3)      |
| ----------------------- | -------------------- | -------------------- |
| Na Tra                  | Hác U Nguyệt         | Huyền Chi            |
| Thái Ất chân nhân       | Phúc Siêu Nghiệp     | Anh Tuấn             |
| Tiểu Trư Hùng           | Trương Vân Long      | Hoàng Sơn            |
| Tiểu Long Nữ            | Trần Hồng            |                      |
| Thân Công Báo           | Cao Phong            | Quốc Tín             |
| Đát Kỷ                  | Lý Kim Yến           | Minh Chuyên          |
| Thạch Cơ                | Mã Tiểu Linh         | Thanh Hồng           |
| Lý Tịnh                 | Phúc Siêu Nghiệp     | Bá Nghị              |
| Quy Thừa tướng          |                      | Trần Vũ              |
| Trụ Vương               | Lưu Thanh Vỹ         | Tất My Ly            |
| Đông Hải Long vương     | Lưu Nhuận Thành      | Trí Luân             |
| Ân phu nhân (Mẹ Na Tra) | Lý Kim Yến           | Huỳnh An             |
| Nữ Oa                   |                      | Thùy Tiên            |
| Thạch Đầu               |                      | Tiến Đạt             |
| Mộc Tra                 | Tạ Khiết             | Trường Tân           |
| Cơ Phát                 | Trang Phong Nguyên   | Kiêm Tiến            |
| Lôi Chấn Tử             | Lý Kim Yến           | Minh Vũ              |
| Khoa Phụ                | Hoàng Kiến Cường     |                      |
| Khương Tử Nha           | Trương Dao Hàm       |                      |
| Kim Tra                 | Trần Hồng            |                      |

## Âm nhạc
| Ca khúc                                                          | Lời              | Lời        | Thể hiện        | Thể hiện  | Thể hiện |
| Ca khúc                                                          | Trung Quốc       | Việt Nam   | Trung Quốc      | Việt Nam  |          |
| ---------------------------------------------------------------- | ---------------- | ---------- | --------------- | --------- | -------- |
| Tiểu Na Tra (小哪吒) - nhạc mở đầu                               | Trương Lê (张黎) | Thanh Hồng | Tôn Nam         | Trí Luân  |          |
| Thiếu niên anh hùng Tiểu Na Tra (少年英雄小哪吒) - nhạc kết thúc | Kiều Vũ (乔羽)   | Huyền Chi  | Dương Thái Ngọc | Huyền Chi |          |